# Liste der Baudenkmäler in Dietramszell

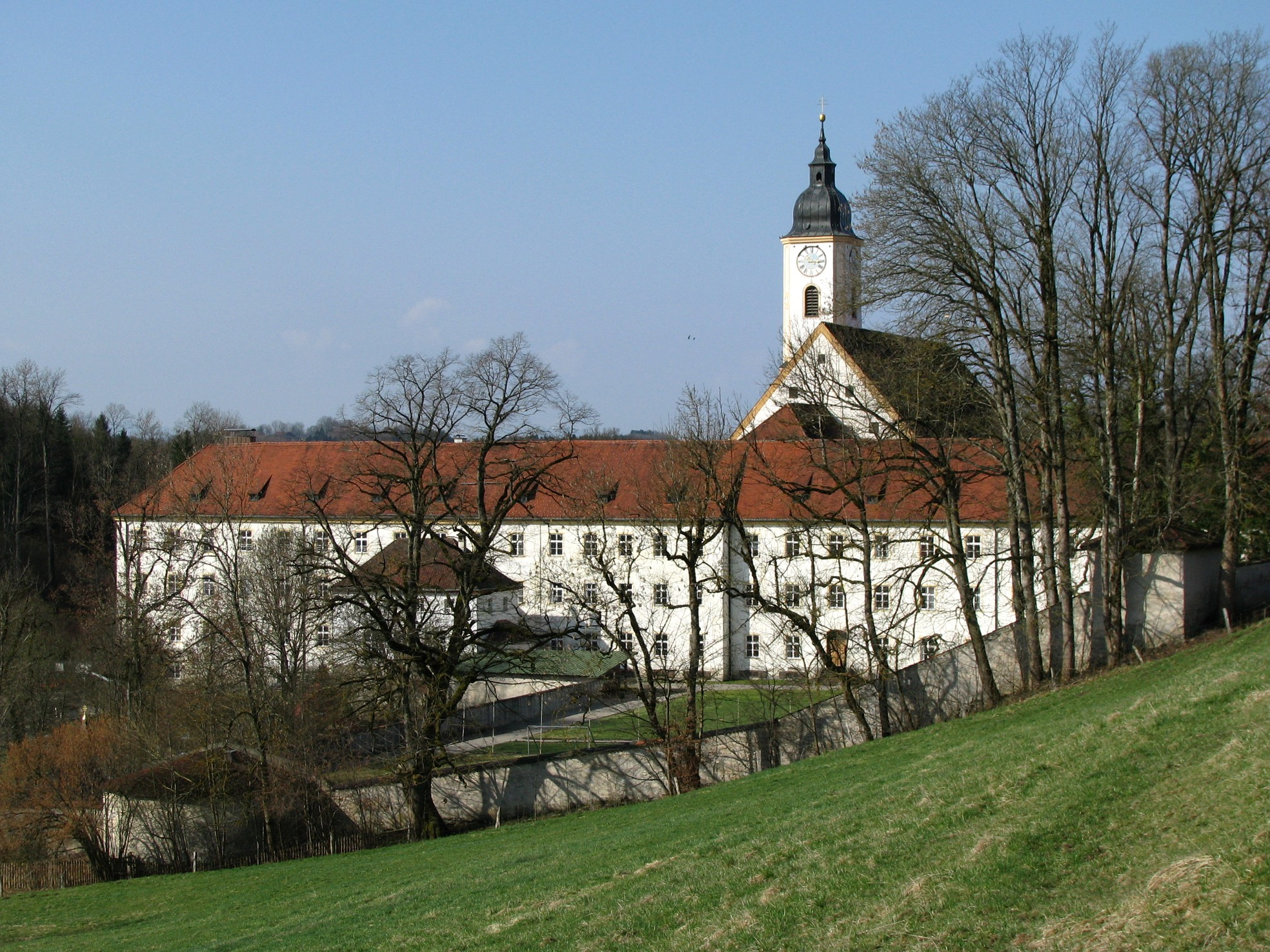
Kloster Dietramszell

Auf dieser Seite sind die Baudenkmäler in der oberbayerischen Gemeinde Dietramszell zusammengestellt. Diese Tabelle ist eine Teilliste der Liste der Baudenkmäler in Bayern. Grundlage ist die Bayerische Denkmalliste, die auf Basis des Bayerischen Denkmalschutzgesetzes vom 1. Oktober 1973 erstmals erstellt wurde und seither durch das Bayerische Landesamt für Denkmalpflege geführt wird. Die folgenden Angaben ersetzen nicht die rechtsverbindliche Auskunft der Denkmalschutzbehörde.

## Baudenkmäler nach Ortsteilen

### Dietramszell
| Lage                                                                        | Objekt | Beschreibung | Akten-Nr.             | Bild           |
| --------------------------------------------------------------------------- | --- | --- | --------------------- | -------------- |
| Am Richteranger 8 (Standort)                                                | Pfarrhaus                                                                                                 | zweigeschossiger historisierender Walmdachbau über Sockelgeschoss mit geschweiftem putzgegliedertem Zwerchgiebel und Kastenerker, 1894/95 | D-1-73-118-184        | weitere Bilder |
| Klosterplatz 2 (Standort)                                                   | Gasthof                                                                                                   | zweigeschossiger langgestreckter Walmdachbau, wohl Mitte 18. Jahrhundert | D-1-73-118-3 Wikidata | weitere Bilder |
| Klosterplatz 3; Klosterplatz 1; Klosterplatz 5; Klosterplatz 3 a (Standort) | Ehemaliges Augustinerchorherrenstift, jetzt Salesianerinnenkloster mit ehemaliger Stifts- und Pfarrkirche | Neubau ab 1717; ehemalige Stiftskirche Mariä Himmelfahrt, jetzt Pfarrkirche, barocker Wandpfeilersaalbau mit Emporen, geradem Chorschluss und Südwestturm, von Magnus Feichtmayer, 1729–41 Ehemalige Pfarrkirche, jetzt Klosterkirche Sankt Martin, barocker Saalbau mit geradem Chorschluss, 1717/18, Ausstattung (siehe auch: Kanzel) Klostergebäude, drei- bzw. viergeschossiger barocker Komplex beiderseits der Kirche um zwei Innenhöfe, 1716–98 | D-1-73-118-2 Wikidata | weitere Bilder |
| Kreuzbichlweg 30; Nähe Kreuzbichlweg (Standort)                             | Katholische Friedhofskirche Kreuzbichl                                                                    | barocker Steildachbau mit Westturm und spätgotischer Chorkapelle, Chor 1497 vollendet, Langhaus 1641; mit Ausstattung; Gruftkapelle, putzgegliederter teilverschindelter Satteldachbau, 1666 | D-1-73-118-7 Wikidata | weitere Bilder |
| Kreuzleiten (Standort)                                                      | Bildstock                                                                                                 | Tuffsteinsäule mit Laterne, 16. Jahrhundert | D-1-73-118-8 Wikidata | weitere Bilder |

### Ascholding
| Lage                                    | Objekt                                        | Beschreibung | Akten-Nr.              | Bild                                   |
| --------------------------------------- | --------------------------------------------- | --- | ---------------------- | -------------------------------------- |
| Ensemble Ortskern Ascholding (Standort) | Ensemble Ortskern Ascholding                  | Das Ortskernensemble Ascholding zeigt eine ausgeprägte, im Landkreis einzigartige Sonderform eines Straßendorfes, nämlich ein sogenanntes Bachzeilendorf, angelegt in Ost-West-Richtung beiderseits des Mooshamer Weiherbaches. Die historische Dorfanlage besteht zum einen aus Einfirsthöfen mit Blockbau-Wohnteil aus dem 17. und 18. Jahrhundert, zum Teil mit gemauertem Erdgeschoss und überwiegend noch mit alpenländischem Flachsatteldach. Und zum anderen aus Bauernhäusern und Hakenhöfen aus der 2. Hälfte des 19. Jahrhunderts. Von einigen Neubauten abgesehen, stehen die Bauernhäuser meist traufseitig zur Straße, d. h. konsequent mit dem Wohnteil nach Osten. Der Bachlauf wird beiderseits von einem schmalen Grünstreifen begleitet und durchzieht mittig den Ensemblebereich. | E-1-73-118-1           | Ensemble Ortskern Ascholding           |
| Am Dorfbach 8 (Standort)                | Ehemaliges Bauernhaus                         | zweigeschossiger Blockbau mit Flachsatteldach, traufseitiger Bretterlaube und verbrettertem Giebelfeld, 2. Viertel 18. Jahrhundert | D-1-73-118-12 Wikidata | weitere Bilder                         |
| Am Dorfbach 9 (Standort)                | Ehemaliges Kleinbauernhaus                    | zweigeschossiger verputzter Blockbau mit Flachsatteldach und traufseitiger Laube, 2. Hälfte 18. Jahrhundert | D-1-73-118-13 Wikidata | Ehemaliges Kleinbauernhaus             |
| Am Dorfbach 10 (Standort)               | Wohnteil eines ehemaligen Bauernhauses        | Flachsatteldachbau mit Blockbau-Obergeschoss, zweiseitig umlaufender Laube und teilverschalter Giebellaube, Ende 18. Jahrhundert | D-1-73-118-14 Wikidata | Wohnteil eines ehemaligen Bauernhauses |
| Am Dorfbach 12 (Standort)               | Wohnteil eines ehemaligen Bauernhauses        | zweigeschossiger Blockbau mit Flachsatteldach und umlaufender Laube, 2. Viertel 18. Jahrhundert, Dachaufbau mit Zierbund modern | D-1-73-118-15 Wikidata | Wohnteil eines ehemaligen Bauernhauses |
| Feldstraße 9 (Standort)                 | Kapelle St. Georg, sogenannte Schimmelkapelle | kleiner Saalbau mit Zwiebel-Westturm, vor 1626; mit Ausstattung (Zur Geschichte der Kapelle) | D-1-73-118-11 Wikidata | weitere Bilder                         |
| Hauptstraße 9 (Standort)                | Wohnteil eines Bauernhauses                   | Preisdachbau mit Blockbau-Obergeschoss, umlaufender Laube und teilverschalter Giebellaube, 16./17. Jahrhundert, Ende 18. Jahrhundert erhöht. | D-1-73-118-17 Wikidata | weitere Bilder                         |
| Hauptstraße 12 (Standort)               | Einfirsthof                                   | Flachsatteldachbau mit Blockbau-Obergeschoss, umlaufender Laube und traufseitiger Tennenauffahrt, 2. Hälfte 18. Jahrhundert | D-1-73-118-19 Wikidata | Einfirsthof                            |
| Hauptstraße 13 (Standort)               | Bauernhaus                                    | Flachsatteldachbau mit Blockbau-Obergeschoss, dreiseitig umlaufender Laube, teilverschalter Giebellaube und Traufbundwerk, 2. Hälfte 18. Jahrhundert | D-1-73-118-20 Wikidata | weitere Bilder                         |
| Hauptstraße 14 (Standort)               | Ehemaliges Kleinbauernhaus                    | zweigeschossiger Blockbau mit Flachsatteldach, zweiseitig umlaufender Laube und verschalter Giebellaube, 2. Viertel 18. Jahrhundert | D-1-73-118-21 Wikidata | Ehemaliges Kleinbauernhaus             |
| Hauptstraße 17 (Standort)               | Wohnteil eines ehemaligen Bauernhauses        | Flachsatteldachbau mit Blockbau-Obergeschoss, umlaufender Laube und teilverschalter Giebellaube, 17./18. Jahrhundert | D-1-73-118-23 Wikidata | Wohnteil eines ehemaligen Bauernhauses |
| Hauptstraße 18 (Standort)               | Wohnteil eines Bauernhauses                   | Flachsatteldachbau mit Blockbau-Obergeschoss, zweiseitig umlaufender Laube und verschalter Giebellaube, im Kern 2. Hälfte 18. Jahrhundert, erneuert | D-1-73-118-24 Wikidata | Wohnteil eines Bauernhauses            |
| Hauptstraße 23 (Standort)               | Wohnteil eines Bauernhauses                   | Flachsatteldachbau mit Blockbau-Obergeschoss, umlaufender Laube und teilverschalter Giebellaube, 1. Hälfte 18. Jahrhundert und 19. Jahrhundert | D-1-73-118-26 Wikidata | Wohnteil eines Bauernhauses            |
| Hauptstraße 29 (Standort)               | Wirtschaftsteil eines Bauernhauses            | Flachsatteldachbau mit Traufbundwerk, letztes Viertel 18. Jahrhundert | D-1-73-118-28 Wikidata | Wirtschaftsteil eines Bauernhauses     |
| Hauptstraße 33 (Standort)               | Bauernhaus                                    | zweigeschossiger Blockbau mit Flachsatteldach, umlaufender Laube und verschalter Giebellaube, 1. Drittel 18. Jahrhundert | D-1-73-118-30 Wikidata | Bauernhaus                             |
| Kirchplatz 2, 2 a (Standort)            | Ehemaliges Kleinbauernhaus                    | Flachsatteldachbau mit verputztem Blockbau-Obergeschoss und verbrettertem Giebelfeld, 1. Drittel 19. Jahrhundert | D-1-73-118-31 Wikidata | Ehemaliges Kleinbauernhaus             |
| Kirchplatz 3 (Standort)                 | Katholische Pfarrkirche St. Leonhard          | ehemals chortürmiger Saalbau mit eingezogenem Chor, 12./13. Jahrhundert, ehemals Langhaus jetzt Chor wohl 1. Hälfte 15. Jahrhundert, Langhaus Spitzhelm und historisierende Umgestaltung 1869/70; mit Ausstattung | D-1-73-118-10 Wikidata | weitere Bilder                         |
| Schloßstraße 42 (Standort)              | Schloss                                       | zweigeschossiger winkelförmiger Zweiflügelbau mit Halbwalm-, Steildach, Dachreiter und Kapelle, im Kern mittelalterlich, 1580 durch Andreas Ligsalz umgebaut, 1811 erweitert; mit Ausstattung | D-1-73-118-33 Wikidata | weitere Bilder                         |

### Baiernrain
| Lage                          | Objekt                                        | Beschreibung | Akten-Nr.              | Bild                                   |
| ----------------------------- | --------------------------------------------- | --- | ---------------------- | -------------------------------------- |
| Lehrer-Vogl-Weg 10 (Standort) | Wohnteil eines ehemaligen Bauernhauses        | zweigeschossiger Blockbau mit Flachsatteldach, umlaufender Baluster- und teilverschalter Giebellaube, bezeichnet mit 1665                                                        | D-1-73-118-41 Wikidata | Wohnteil eines ehemaligen Bauernhauses |
| Lehrer-Vogl-Weg 11 (Standort) | Ehemaliges Bauernhaus                         | Flachsatteldachbau mit Blockbau-Obergeschoss, umlaufender Laube und teilverschalter Giebellaube, letztes Viertel 18. Jahrhundert                                                 | D-1-73-118-39 Wikidata | Ehemaliges Bauernhaus                  |
| Lehrer-Vogl-Weg 14 (Standort) | Bauernhaus                                    | Flachsatteldachbau mit Blockbau-Obergeschoss und traufseitiger Laube, Kern 18. Jahrhundert und Mitte 19. Jahrhundert                                                             | D-1-73-118-40 Wikidata | Bauernhaus                             |
| Lehrer-Vogl-Weg 16 (Standort) | Katholische Filialkirche Sankt Peter und Paul | barocker Saalraum mit eingezogenem Chor und westlichem Tuffsteinturm, im Kern gotisch, 1632 zerstört und 1664–68 wiederhergestellt, 1863 verändert; mit Ausstattung              | D-1-73-118-35 Wikidata | weitere Bilder                         |
| Lehrer-Vogl-Weg 18 (Standort) | Kleinhaus                                     | Flachsatteldachbau mit Blockbau-Obergeschoss-Teilen und traufseitiger Laube, im Kern 18. Jahrhundert, erneuert                                                                   | D-1-73-118-38 Wikidata | Kleinhaus                              |
| Lehrer-Vogl-Weg 20 (Standort) | Bauernhaus                                    | zweigeschossiger Flachsatteldachbau mit Putzgliederung und traufseitiger Laube, Mitte 18. Jahrhundert; Getreidekasten, erdgeschossiger Blockbau, 18. Jahrhundert, Überbau später | D-1-73-118-37 Wikidata | Bauernhaus                             |
| Lehrer-Vogl-Weg 24 (Standort) | Wohnteil eines Bauernhauses                   | zweigeschossiger Flachsatteldachbau mit historisierender Putzgliederung, Lünettenfenstern am Kniestock, traufseitiger Laube und Giebelbalkon, um 1840                            | D-1-73-118-36 Wikidata | Wohnteil eines Bauernhauses            |

### Bairawies
| Lage                       | Objekt                                 | Beschreibung | Akten-Nr.              | Bild                        |
| -------------------------- | -------------------------------------- | --- | ---------------------- | --------------------------- |
| Auf der Tränke (Standort)  | Pestkapelle                            | barocker oktogonaler Zentralbau mit Zeltdach, 1762; mit Ausstattung | D-1-73-118-46 Wikidata | Pestkapelle                 |
| Bierhäuslweg 12 (Standort) | Ehemaliges Kleinbauernhaus             | zweigeschossiger mittertenniger Blockbau mit Balkon und Giebellaube, bezeichnet mit 1788, Wirtschaftsteil ausgebaut; 1982/83 aus der Umgebung von Salzburg transferiert | D-1-73-118-44 Wikidata | weitere Bilder              |
| Dorfstraße 26 (Standort)   | Wohnteil eines Bauernhauses            | Flachsatteldachbau mit Blockbau-Obergeschoss, zweiseitig umlaufender Laube und verschalter Giebellaube, Ende 16. Jahrhundert                                            | D-1-73-118-43 Wikidata | Wohnteil eines Bauernhauses |
| Dorfstraße 48 (Standort)   | Ehemaliges Kleinbauernhaus             | zweigeschossiger Flachsatteldachbau mit traufseitigem Balkon, im Kern 18. Jahrhundert                                                                                   | D-1-73-118-45 Wikidata | Ehemaliges Kleinbauernhaus  |
| In Bairawies (Standort)    | Katholische Filialkirche Sankt Koloman | spätgotischer Saalraum mit polygonalem Chorschluss und Zwiebel-Dachreiter, 1. Hälfte 16. Jahrhundert, 17./18. Jahrhundert verändert; mit Ausstattung                    | D-1-73-118-42 Wikidata | weitere Bilder              |

### Berg
| Lage               | Objekt                       | Beschreibung | Akten-Nr.              | Bild                         |
| ------------------ | ---------------------------- | --- | ---------------------- | ---------------------------- |
| Berg 1 (Standort)  | Bauernhaus                   | zweigeschossiger Flachsatteldachbau mit durchfenstertem Kniestock, Lauben, reicher Fassadenmalerei und Hausfigur, im Kern 18./19. Jahrhundert, 1905 erhöht, Bemalung mehrfach erneuerter, Skulptur 1. Hälfte 17. Jahrhundert                                 | D-1-73-118-48 Wikidata | weitere Bilder               |
| Berg 4 (Standort)  | Ehemaliges Bauernhaus        | Einfirsthof mit Flachsatteldach und Blockbau-Obergeschoss, giebelseitigem Balkon und Traufbundwerk, im Kern um 1640 (dendrochronologisch datiert), Umbau 1648 (dendro. dat.), Dachwerk erneuert, 1793 (dendro. dat.) durch zweiten Wirtschaftsteil erweitert | D-1-73-118-49 Wikidata | Ehemaliges Bauernhaus        |
| In Berg (Standort) | Ehemalige Salpeterwerkstätte | erdgeschossiger Satteldachbau mit giebelseitiger Einfahrt und hölzernem Kastengesims, um 1840/50. | D-1-73-118-50 Wikidata | Ehemalige Salpeterwerkstätte |
| In Berg (Standort) | Kapelle Maria Dolorosa       | kleiner barocker Saalbau mit Zwiebel-Dachreiter, bezeichnet mit 1709; mit Ausstattung | D-1-73-118-47 Wikidata | weitere Bilder               |

### Dietenhausen
| Lage                      | Objekt                              | Beschreibung | Akten-Nr.                        | Bild                       |
| ------------------------- | ----------------------------------- | --- | -------------------------------- | -------------------------- |
| Dietenhausen 1 (Standort) | Wohnteil eines ehemals Bauernhauses | Flachsatteldachbau mit Blockbau-Obergeschoss, umlaufender Laube und teilverschalter Giebellaube, 2. Hälfte 18. Jahrhundert. | D-1-73-118-52 Wikidata           | weitere Bilder             |
| Dietenhausen 1 (Standort) | Getreidekasten                      | Getreidekasten, erdgeschossiger Blockbau, 17./18. Jahrhundert, Überbau später | D-1-73-118-52 zugehörig Wikidata | Getreidekasten             |
| Dietenhausen 2 (Standort) | Hofkapelle                          | kleiner Rechteckbau mit Satteldach, bezeichnet mit 1847; mit Ausstattung | D-1-73-118-172 Wikidata          | Hofkapelle                 |
| Dietenhausen 3 (Standort) | Einfirsthof                         | dreigeschossiger Flachsatteldachbau mit Wiederkehr, weitgehender Neubau 1846, Stallumbau um 1900, Dach 1946–47 erneuert und erhöht, dabei Wiederkehr verkleinert; ehemaliges Back- und Waschhaus, eingeschossiger Satteldachbau, 1. Hälfte 19. Jh.; Weilerkapelle, kleiner Satteldachbau, 18. Jh., modern bez. 1687; mit Ausstattung. | D-1-73-118-200                   | weitere Bilder             |
| Dietenhausen 4 (Standort) | Ehemaliges Kleinbauernhaus          | zweigeschossiger Blockbau mit Flachsatteldach, Ende 16. Jahrhundert | D-1-73-118-53 Wikidata           | Ehemaliges Kleinbauernhaus |
| Egelsee (Standort)        | Wegkreuz                            | neugotisches gefasstes Holzkruzifix mit Wettermantel und Mater Dolorosa, bezeichnet mit 1877 | D-1-73-118-173 Wikidata          | weitere Bilder             |

### Erlach
| Lage                       | Objekt                | Beschreibung | Akten-Nr.              | Bild           |
| -------------------------- | --------------------- | --- | ---------------------- | -------------- |
| Am Bichl (Standort)        | Kapelle               | halbrund geschlossener Satteldachbau mit Figurennische, wohl noch 2. Hälfte 17. Jahrhundert; mit Ausstattung           | D-1-73-118-56 Wikidata | weitere Bilder |
| Am Bichl 8 (Standort)      | Ehemaliges Bauernhaus | Flachsatteldachbau mit Blockbau-Obergeschoss, umlaufender Laube und verschalter Giebellaube, 2. Hälfte 17. Jahrhundert | D-1-73-118-58 Wikidata | weitere Bilder |
| Jasberger Weg 2 (Standort) | Getreidekasten        | erdgeschossiger Blockbau mit ornamentaler Bemalung, bezeichnet mit 1646                                                | D-1-73-118-57 Wikidata | weitere Bilder |

### Föggenbeuern
| Lage                           | Objekt                                 | Beschreibung | Akten-Nr.              | Bild                                   |
| ------------------------------ | -------------------------------------- | --- | ---------------------- | -------------------------------------- |
| Föggenbeuern 2 (Standort)      | Ehemaliges Bauernhaus                  | zweigeschossiger Blockbau mit Flachsatteldach, zweiseitig umlaufender Laube und teilverschalter Giebellaube, bezeichnet mit 1761             | D-1-73-118-60 Wikidata | Ehemaliges Bauernhaus                  |
| Föggenbeuern 3 (Standort)      | Wohnteil eines Bauernhauses            | zweigeschossiger Blockbau mit zweiseitig umlaufender Laube und verschalter Giebellaube, 3. Viertel 17. Jahrhundert                           | D-1-73-118-61 Wikidata | Wohnteil eines Bauernhauses            |
| Föggenbeuern 4, 4 a (Standort) | Wohnteil eines ehemaligen Bauernhauses | Flachsatteldachbau mit Blockbau-Obergeschoss, dreiseitig umlaufender Laube und teilverschalter Giebellaube, letztes Viertel 18. Jahrhundert  | D-1-73-118-62 Wikidata | Wohnteil eines ehemaligen Bauernhauses |
| Föggenbeuern 6 (Standort)      | Bauernhaus                             | Flachsatteldachbau mit Blockbau-Obergeschoss, Kniestock, Laube und teilverschalter Giebellaube, 1. Hälfte 18. Jahrhundert, Dachaufbau später | D-1-73-118-63 Wikidata | Bauernhaus                             |
| In Föggenbeuern (Standort)     | Kapelle                                | neugotischer Satteldachbau mit eingezogenem Chor und Spitzhelm-Dachreiter, 2. Hälfte 19. Jahrhundert; mit Ausstattung                        | D-1-73-118-59 Wikidata | weitere Bilder                         |

### Fraßhausen
| Lage                              | Objekt                      | Beschreibung | Akten-Nr.              | Bild                        |
| --------------------------------- | --------------------------- | --- | ---------------------- | --------------------------- |
| Endlhauser Straße 3 (Standort)    | Ehemaliges Bauernhaus       | Flachsatteldachbau mit Blockbau-Obergeschoss, zweiseitig umlaufender Laube, verschalter Hochlaube und südlichem Traufbundwerk, 1. Hälfte 18. Jahrhundert                                           | D-1-73-118-67 Wikidata | Ehemaliges Bauernhaus       |
| Endlhauser Straße 11 (Standort)   | Wohnteil eines Bauernhauses | zweigeschossiger Blockbau mit Flachsatteldach, zweiseitig umlaufender Laube und teilverschalter Giebellaube, 2. Hälfte 18. Jahrhundert                                                             | D-1-73-118-69 Wikidata | Wohnteil eines Bauernhauses |
| Endlhauser Straße 12 (Standort)   | Ehemaliges Bauernhaus       | teilweise zweigeschossiger Blockbau mit Flachsatteldach, Lauben, Kniestock, teilverschalter Giebellaube und Traufbundwerk, Ende 17. Jahrhundert, Bundwerk, Ende 18. Jahrhundert, Dachaufbau später | D-1-73-118-68 Wikidata | Ehemaliges Bauernhaus       |
| Endlhauser Straße 13 a (Standort) | Wohnteil eines Bauernhauses | zweigeschossiger Blockbau mit Satteldach, zweiseitig umlaufender Laube und teilverschalter Giebellaube, bezeichnet mit 1680, Dachaufbau später                                                     | D-1-73-118-66 Wikidata | Wohnteil eines Bauernhauses |
| Endlhauser Straße 15 (Standort)   | Kapelle                     | moderner Steildachbau mit eingezogenem Rechteckchor, Spitzhelm-Dachreiter und Lourdes-Madonna, nach 1960; mit Ausstattung                                                                          | D-1-73-118-65 Wikidata | weitere Bilder              |
| Zum Kögel (Standort)              | Hofkapelle                  | kleiner spätgotischer Satteldachbau mit verschindeltem Dachreiter, wohl Ende 15. Jahrhundert, neuromanische Umgestaltung 2. Hälfte 19. Jahrhundert; mit Ausstattung                                | D-1-73-118-70 Wikidata | weitere Bilder              |

### Großeglsee
| Lage                     | Objekt                     | Beschreibung | Akten-Nr.              | Bild                       |
| ------------------------ | -------------------------- | --- | ---------------------- | -------------------------- |
| Großeglsee 10 (Standort) | Ehemaliges Bauernhaus      | zweigeschossiger Blockbau mit Flachsatteldach, umlaufender Laube, verschalter Giebellaube und Traufbundwerk, 17./18. Jahrhundert                   | D-1-73-118-73 Wikidata | Ehemaliges Bauernhaus      |
| Großeglsee 30 (Standort) | Ehemaliges Kleinbauernhaus | zweigeschossiger Blockbau mit Flachsatteldach und traufseitiger Laube, bezeichnet mit 1799                                                         | D-1-73-118-74 Wikidata | Ehemaliges Kleinbauernhaus |
| Großeglsee 40 (Standort) | Ehemaliges Bauernhaus      | Flachsatteldachbau mit Blockbau-Obergeschoss, zweiseitig umlaufender Laube und teilverschalter Giebellaube, 2. Hälfte 18. Jahrhundert, restauriert | D-1-73-118-72 Wikidata | Ehemaliges Bauernhaus      |

### Habichau
| Lage                  | Objekt                     | Beschreibung | Akten-Nr.              | Bild           |
| --------------------- | -------------------------- | --- | ---------------------- | -------------- |
| Habichau 1 (Standort) | Getreidekasten             | obergeschossiger Blockbau, 18. Jahrhundert, Überbau später                                                                        | D-1-73-118-78 Wikidata | Getreidekasten |
| Habichau 5 (Standort) | Ehemaliges Kleinbauernhaus | Flachsatteldachbau mit Blockbau-Obergeschoss, zweiseitig umlaufender Laube und verschalter Giebellaube, 1. Hälfte 17. Jahrhundert | D-1-73-118-79 Wikidata | weitere Bilder |
| Habichau 7 (Standort) | Kapelle                    | historisierender Neubau mit Zwiebel-Dachreiter, 1958/59; mit historischer Ausstattung                                             | D-1-73-118-77 Wikidata | weitere Bilder |

### Hechenberg
| Lage                      | Objekt                               | Beschreibung | Akten-Nr.               | Bild                  |
| ------------------------- | ------------------------------------ | --- | ----------------------- | --------------------- |
| Am Burgstall 1 (Standort) | Ehemaliges Bauernhaus                | Flachsatteldachbau mit Blockbau-Obergeschoss, umlaufender Laube und teilverschalter Giebellaube, um 1760/80 | D-1-73-118-81 Wikidata  | Ehemaliges Bauernhaus |
| Am Burgstall 2 (Standort) | Pfarrhaus                            | zweigeschossiger putzgegliederter Walmdachbau, 1832 | D-1-73-118-84 Wikidata  | Pfarrhaus             |
| Am Burgstall 4 (Standort) | Ehemaliges Schulhaus                 | zweigeschossiger Satteldachbau mit historisierender Putzgliederung, verschaltem Kniestock und Giebelbalkon, 1904.                                                                                                | D-1-73-118-185          | Ehemaliges Schulhaus  |
| Am Burgstall 5 (Standort) | Ehemaliges Schloss                   | zweigeschossiger barocker Walmdachbau mit gliedernder Fassadenmalerei, modern bezeichnet mit 1594 | D-1-73-118-82 Wikidata  | weitere Bilder        |
| Hochfeld (Standort)       | Bildstock                            | Tuffsteinstele mit Eisenkreuz, 16./17. Jahrhundert | D-1-73-118-175 Wikidata | Bildstock             |
| Nähe Burgstall (Standort) | Katholische Pfarrkirche St. Valentin | spätgotischer Saalbau mit eingezogenem Chor und nördlichem Turm, Chor und Turm wohl 1. Hälfte 15. Jahrhundert, 1732 Umbau; mit Ausstattung; Friedhofsmauer, unverputztes Tuffsteinmauerwerk, 17./18. Jahrhundert | D-1-73-118-80 Wikidata  | weitere Bilder        |

### Humbach
| Lage                             | Objekt                              | Beschreibung | Akten-Nr.                        | Bild                       |
| -------------------------------- | ----------------------------------- | --- | -------------------------------- | -------------------------- |
| Humbach 3 (Standort)             | Ehemaliges Kleinbauernhaus          | zweigeschossiger teilweise verputzter Blockbau mit Flachsatteldach und traufseitigem Balkon, 18./19. Jahrhundert                                              | D-1-73-118-88 Wikidata           | Ehemaliges Kleinbauernhaus |
| Humbach 4 (Standort)             | Bauernhaus                          | Hakenhof, zweigeschossiger historisierender Flachsatteldachbau mit durchfenstertem Kniestock und Balusterlauben, 1938                                         | D-1-73-118-186                   | weitere Bilder             |
| Humbach 6 (Standort)             | Kleinbauernhaus                     | Satteldachbau mit Blockbau-Obergeschoss, Kniestock, dreiseitig umlaufender Laube und teilverschalter Giebellaube, im Kern 17. Jahrhundert, Dachaufbau später. | D-1-73-118-89 Wikidata           | Kleinbauernhaus            |
| Humbach 8 (Standort)             | Ehemaliges Bauernhaus               | zum Teil zweigeschossiger Blockbau mit westlich abgewalmtem Flachsatteldach, Kniestock und umlaufender Laube, 2. Hälfte 17. Jahrhundert, Dachaufbau später    | D-1-73-118-90 Wikidata           | Ehemaliges Bauernhaus      |
| Humbach 9; In Humbach (Standort) | Ehemaliges Bauernhaus               | Flachsatteldachbau mit Blockbau-Obergeschoss, Kniestock, und umlaufender Laube, Ende 18. Jahrhundert, Dachaufbau später;                                      | D-1-73-118-91 Wikidata           | weitere Bilder             |
| Humbach 9; In Humbach (Standort) | Getreidekasten                      | Getreidekasten, eingeschossiger Blockbau über hohem massiven Sockelgeschoss mit Laube, Mitte 17. Jahrhundert, Dachaufbau später                               | D-1-73-118-91 zugehörig Wikidata | Getreidekasten             |
| Humbach 10 (Standort)            | Ehemaliges Kleinbauernhaus          | zweigeschossiger Blockbau mit Satteldach und traufseitiger Laube, 2. Hälfte 17. Jahrhundert, Dachaufbau später                                                | D-1-73-118-92 Wikidata           | Ehemaliges Kleinbauernhaus |
| Humbach 11 (Standort)            | Gasthof                             | zweigeschossiger putzgegliederter Flachsatteldachbau in historisierenden Formen mit durchfenstertem Kniestock und Balkons, um 1850/65                         | D-1-73-118-93 Wikidata           | Gasthof                    |
| In Humbach (Standort)            | Katholische Filialkirche Sankt Anna | spätgotischer Saalbau mit dreiseitigem Chorschluss, Zwiebel-Dachreiter und Vorzeichen, um 1510/20, Dachreiter 18. Jahrhundert; mit Ausstattung                | D-1-73-118-86 Wikidata           | weitere Bilder             |

### Linden
| Lage                                | Objekt                                                                                   | Beschreibung | Akten-Nr.               | Bild                        |
| ----------------------------------- | ---------------------------------------------------------------------------------------- | --- | ----------------------- | --------------------------- |
| Dietramszeller Straße 9 (Standort)  | Wohnteil eines Bauernhauses                                                              | Flachsatteldachbau mit Blockbau-Obergeschoss, Kniestock, umlaufender Laube und teilverschalter Giebellaube, 2. Hälfte 18. Jahrhundert                                                                                               | D-1-73-118-106 Wikidata | Wohnteil eines Bauernhauses |
| Dietramszeller Straße 11 (Standort) | Bauernhaus                                                                               | Flachsatteldachbau mit Blockbau-Obergeschoss, zweiseitig umlaufender Laube, teilverschalter Giebellaube und Traufbundwerk, 2. Hälfte 18. Jahrhundert                                                                                | D-1-73-118-107 Wikidata | Bauernhaus                  |
| Dietramszeller Straße 12 (Standort) | Wohnteil eines Bauernhauses                                                              | zweigeschossiger Blockbau mit Flachsatteldach, zweiseitig umlaufender Laube und verschalter Giebellaube, 2. Hälfte 18. Jahrhundert                                                                                                  | D-1-73-118-104 Wikidata | Wohnteil eines Bauernhauses |
| Dietramszeller Straße 15 (Standort) | Wohnteil eines Bauernhauses                                                              | Flachsatteldachbau mit Blockbau-Obergeschoss, umlaufender Laube und teilverschalter Giebellaube, 18. Jahrhundert | D-1-73-118-105 Wikidata | Wohnteil eines Bauernhauses |
| Dietramszeller Straße 23 (Standort) | Wohnteil eines Bauernhauses                                                              | Flachsatteldachbau mit Blockbau-Obergeschoss, Kniestock, zweiseitig umlaufender Laube und Giebelbalkon, 2. Hälfte 17. Jahrhundert, Dachaufbau Anfang 19. Jahrhundert                                                                | D-1-73-118-102 Wikidata | Wohnteil eines Bauernhauses |
| Kindergartenweg 7 (Standort)        | Katholische Filialkirche Sankt Maria und Maternus, genannt Maria zu den Sieben Schmerzen | barocker Saalbau mit westlichem unverputztem Satteldachturm, ehemals Chorturm um 1400, Saalbau von Melchior Höck 1629/30; mit Ausstattung (siehe auch: Kanzel); Friedhofsmauer, Bruch- und Klaubsteinmauerwerk, 17./18. Jahrhundert | D-1-73-118-100 Wikidata | weitere Bilder              |
| Kindergartenweg 9 (Standort)        | Ehemaliges Kleinbauernhaus                                                               | zweigeschossiger Blockbau mit Flachsatteldach, zweiseitig umlaufender Laube und verschalter Giebellaube, letztes Viertel 18. Jahrhundert                                                                                            | D-1-73-118-103 Wikidata | weitere Bilder              |
| Weiherweg 2 (Standort)              | Getreidekasten                                                                           | erdgeschossiger Blockbau mit Flachsatteldach, 17./18. Jahrhundert | D-1-73-118-101 Wikidata | Getreidekasten              |

### Lochen
| Lage                           | Objekt                                      | Beschreibung | Akten-Nr.               | Bild                                        |
| ------------------------------ | ------------------------------------------- | --- | ----------------------- | ------------------------------------------- |
| Lindener Straße (Standort)     | Bildstock                                   | Tuffpfeiler mit Laterne, bezeichnet mit 1616 | D-1-73-118-109 Wikidata | weitere Bilder                              |
| Lindener Straße 2 (Standort)   | Katholische Filialkirche Sankt Magdalena    | spätgotischer Saalbau mit eingezogenem Polygonalchor und westlichem Tuffsteinquaderturm, von Thoman Gugler, um 1520, 1782 verändert; mit Ausstattung; Friedhofseinfriedung, Bruch- und Klaubsteinmauerwerk, 17./18. Jahrhundert | D-1-73-118-108 Wikidata | weitere Bilder                              |
| Steingauer Straße 8 (Standort) | Bauernhaus                                  | Flachsatteldachbau mit Blockbau-Obergeschoss und umlaufender Laube, Ende 17. Jahrhundert | D-1-73-118-110 Wikidata | Bauernhaus                                  |
| Steingauer Straße 9 (Standort) | Wohnteil eines ehemaligen Kleinbauernhauses | im Kern zweigeschossiger Blockbau mit Flachsatteldach und traufseitiger Laube, Mitte 17. Jahrhundert, erneuert | D-1-73-118-112 Wikidata | Wohnteil eines ehemaligen Kleinbauernhauses |
| Ziegelstadelweg 3 (Standort)   | Wohnteil eines ehemaligen Bauernhauses      | Flachsatteldachbau mit Blockbau-Obergeschoss, umlaufender Laube und teilverschalter Giebellaube, letztes Viertel 18. Jahrhundert                                                                                                | D-1-73-118-111 Wikidata | Wohnteil eines ehemaligen Bauernhauses      |

### Manhartshofen
| Lage                       | Objekt                                 | Beschreibung | Akten-Nr.               | Bild                                   |
| -------------------------- | -------------------------------------- | --- | ----------------------- | -------------------------------------- |
| Manhartshofen 1 (Standort) | Bauernhaus                             | zweigeschossiger reich bemalter Satteldachbau mit umlaufender Laube und teilverschalter Giebellaube, Anfang 20. Jahrhundert, Malereien 1926                      | D-1-73-118-113 Wikidata | weitere Bilder                         |
| Manhartshofen 2 (Standort) | Ehemaliges Bauernhaus                  | zweigeschossiger Blockbau mit Flachsatteldach, traufseitiger Laube, verschalter Giebellaube und Giebelkruzifix, Mitte 17. Jahrhundert, Wirtschaftsteil ausgebaut | D-1-73-118-114 Wikidata | Ehemaliges Bauernhaus                  |
| Manhartshofen 3 (Standort) | Wohnteil eines ehemaligen Bauernhauses | Flachsatteldachbau mit Blockbau-Obergeschoss, umlaufender Laube und teilverschalter Giebellaube, 2. Hälfte 17. Jahrhundert                                       | D-1-73-118-115 Wikidata | Wohnteil eines ehemaligen Bauernhauses |
| Manhartshofen 5 (Standort) | Wohnteil eines Bauernhauses            | teilweise zweigeschossiger Blockbau mit Flachsatteldach, umlaufender Laube und teilverschalter Hochlaube, Mitte 17. Jahrhundert, Dachstuhl 1982                  | D-1-73-118-116 Wikidata | Wohnteil eines Bauernhauses            |

### Obermühlthal
| Lage                                         | Objekt                                 | Beschreibung | Akten-Nr.               | Bild                       |
| -------------------------------------------- | -------------------------------------- | --- | ----------------------- | -------------------------- |
| Flur Obermühltal (Standort)                  | Wegkapelle                             | Satteldachbau mit eingezogenem Rechteckchor, 1647; mit Ausstattung | D-1-73-118-118 Wikidata | Wegkapelle                 |
| Mühlgasse 2 (Standort)                       | Ehemalige Mühle                        | zweigeschossiger putzgegliederter Walmdachbau, modern bezeichnet mit 1778                                                                                             | D-1-73-118-119 Wikidata | weitere Bilder             |
| Tölzer Straße 16 (Standort)                  | Wohnteil eines ehemaligen Bauernhauses | Satteldachbau mit Blockbau-Obergeschoss, hohem durchfenstertem Kniestock, Laube und teilverschalter Giebellaube, im Kern 1. Hälfte 18. Jahrhundert, Dachaufbau später | D-1-73-118-120 Wikidata | weitere Bilder             |
| Tölzer Straße 20 (Standort)                  | Ehemaliges Kleinbauernhaus             | teilweise zweigeschossiger Blockbau mit Flachsatteldach und traufseitiger Laube, 2. Hälfte 17. Jahrhundert                                                            | D-1-73-118-121 Wikidata | Ehemaliges Kleinbauernhaus |
| Tölzer Straße 24 (Standort)                  | Kleinhaus                              | zweigeschossiger Zeltdachbau, 18./19. Jahrhundert, nördlicher Anbau später                                                                                            | D-1-73-118-122 Wikidata | Kleinhaus                  |
| Tölzer Straße 25; In Obermühlthal (Standort) | Bauernhaus                             | Flachsatteldachbau mit Blockbau-Obergeschoss und zweiseitig umlaufender Laube, im Kern 18. Jahrhundert;                                                               | D-1-73-118-123 Wikidata | weitere Bilder             |
| Tölzer Straße 25; In Obermühlthal (Standort) | Getreidekasten                         | Getreidekasten, erdgeschossiger Blockbau, 2. Hälfte 18. Jahrhundert, in Stadel eingebaut                                                                              | D-1-73-118-123 Wikidata | weitere Bilder             |

### Peretshofen
| Lage                           | Objekt                                | Beschreibung | Akten-Nr.               | Bild                  |
| ------------------------------ | ------------------------------------- | --- | ----------------------- | --------------------- |
| Breitenweg 2 (Standort)        | Bauernhaus                            | Flachsatteldachbau mit Blockbau-Obergeschoss, zweiseitig umlaufender Laube, teilverschalter Giebellaube und Traufbundwerk, ehemals bezeichnet mit 1776, wesentlich erneuert                                                                         | D-1-73-118-128 Wikidata | Bauernhaus            |
| Breitenweg 4 (Standort)        | Bauernhaus                            | Einfirsthof in Massiv- und Ständer-Bohlen-Bauweise mit flachem Satteldach und südseitiger Wiederkehr unter Schleppdach, im Kern vor 1800, Erweiterung 2. Hälfte 19. Jahrhundert                                                                     | D-1-73-118-201          | BW                    |
| Humbacher Straße 1 (Standort)  | Blockbau                              | Blockbau-Obergeschoss, 18. Jahrhundert; 1982 aus Mühle, Gemeinde Gaißach | D-1-73-118-130 Wikidata | Blockbau              |
| Humbacher Straße 6 (Standort)  | Ehemaliges Bauernhaus                 | zweigeschossiger Blockbau mit Flachsatteldachbau, zweiseitig umlaufender Laube, teilverschalter Giebellaube und Traufbundwerk, Mitte 17. Jahrhundert, Bundwerk 2. Hälfte 18. Jahrhundert                                                            | D-1-73-118-127 Wikidata | weitere Bilder        |
| Humbacher Straße 14 (Standort) | Katholische Filialkirche Mariä Geburt | gotische tuffsteinquaderne Chorturmkirche, wohl 1. Viertel 15. Jahrhundert, Ende 15. Jahrhundert Neubau Langhaus und Chorerhöhung, um 1670 barockisiert, Turmaufbau, Erweiterung des Langhauses nach Westen und Regotisierung 1866; mit Ausstattung | D-1-73-118-126 Wikidata | weitere Bilder        |
| Humbacher Straße 15 (Standort) | Ehemaliges Bauernhaus                 | Flachsatteldachbau teilweise mit Blockbau-Obergeschoss, Kniestock, Laube und teilverschalter Giebellaube, Kern Mitte 17. Jahrhundert | D-1-73-118-129 Wikidata | Ehemaliges Bauernhaus |

### Reith
| Lage                    | Objekt      | Beschreibung | Akten-Nr.               | Bild        |
| ----------------------- | ----------- | --- | ----------------------- | ----------- |
| Klosterhof 1 (Standort) | Einfirsthof | zweigeschossiger Flachsatteldachbau mit durchfenstertem Kniestock, zwei Giebelbalkons und historisierender Putzgliederungen, um 1900                                                | D-1-73-118-177 Wikidata | Einfirsthof |
| Klosterhof 2 (Standort) | Hofkapelle  | Steildachbau, Mitte 18. Jahrhundert; mit Ausstattung | D-1-73-118-134 Wikidata | Hofkapelle  |
| Klosterhof 2 (Standort) | Bauernhaus  | Flachsatteldachbau mit Blockbau-Obergeschoss, durchfenstertem Kniestock, giebelseitiger Laube und Balkon am verbretterten Giebelfeld, wohl Mitte 18. Jahrhundert, Dachaufbau später | D-1-73-118-135 Wikidata | Bauernhaus  |

### Schönegg
| Lage                               | Objekt                                    | Beschreibung | Akten-Nr.               | Bild                                      |
| ---------------------------------- | ----------------------------------------- | --- | ----------------------- | ----------------------------------------- |
| Am Asang 4 (Standort)              | Wohnteil eines ehemaligen Kleinbauernhaus | Flachsatteldachbau mit Blockbau-Obergeschoss, zweiseitig umlaufender Laube und verschalter Giebellaube, Ende 18. Jahrhundert | D-1-73-118-147 Wikidata | Wohnteil eines ehemaligen Kleinbauernhaus |
| Münchner Straße 22 (Standort)      | Gasthof                                   | zweigeschossiger Steildachbau mit Segmentbogenfenstern, Kern wohl 1734, im 19. Jahrhundert verändert | D-1-73-118-139 Wikidata | weitere Bilder                            |
| Münchner Straße 32 (Standort)      | Ehemaliges Bauernhaus                     | Flachsatteldachbau mit Blockbau-Obergeschoss, zweiseitig umlaufender Laube und verschalter Giebellaube, Anfang 17. Jahrhundert                                                                                                   | D-1-73-118-141 Wikidata | Ehemaliges Bauernhaus                     |
| Münchner Straße 34 (Standort)      | Ehemaliges Bauernhaus                     | teilweise zweigeschossiger westlich verschindelter Blockbau mit Flachsatteldach, verbrettertem Kniestock, traufseitiger Laube und beidseitigem Bundwerk, Anfang 17. Jahrhundert, Traufbundwerk 18. Jahrhundert                   | D-1-73-118-142 Wikidata | Ehemaliges Bauernhaus                     |
| Münchner Straße 35 (Standort)      | Wohnteil eines Bauernhauses               | zweigeschossiger Blockbau mit Flachsatteldach, massivem Westteil, zweiseitig umlaufender Laube und teilverschalter Giebellaube, Erdgeschoss 2. Hälfte 17. Jahrhundert, Obergeschoss 2. Hälfte 18. Jahrhundert, Dachaufbau später | D-1-73-118-143 Wikidata | Wohnteil eines Bauernhauses               |
| Münchner Straße 43 (Standort)      | Wohnteil eines Bauernhauses               | zweigeschossiger Blockbau mit zweiseitig umlaufender Laube und Giebelbalkon, 2. Hälfte 18. Jahrhundert, Dach 19. Jahrhundert | D-1-73-118-144 Wikidata | Wohnteil eines Bauernhauses               |
| Münchner Straße 47 (Standort)      | Ehemaliges Bauernhaus                     | teilweise zweigeschossiger Blockbau mit Flachsatteldach, Kniestock, traufseitiger Laube und verschalter Giebellaube, 1. Hälfte 18. Jahrhundert, Dach 19. Jahrhundert                                                             | D-1-73-118-145 Wikidata | Ehemaliges Bauernhaus                     |
| Wolfratshauser Straße 7 (Standort) | Ehemaliges Kleinbauernhaus                | Flachsatteldachbau mit Blockbau-Obergeschoss, zweiseitig umlaufender Laube, verschalter Giebellaube und Fassadenmalereien, bezeichnet 1804, Malereien 1920 bzw. 1935                                                             | D-1-73-118-146 Wikidata | weitere Bilder                            |

### Steingau
| Lage                            | Objekt                                                               | Beschreibung | Akten-Nr.               | Bild                        |
| ------------------------------- | -------------------------------------------------------------------- | --- | ----------------------- | --------------------------- |
| Fraßhauser Straße 2 (Standort)  | Getreidekasten                                                       | zweigeschossiger stattlicher Blockbau mit Flachsatteldach und Laube, bezeichnet mit 1645                                                      | D-1-73-118-154 Wikidata | Getreidekasten              |
| Fraßhauser Straße 6 (Standort)  | Ehemaliges Bauernhaus                                                | zweigeschossiger Blockbau mit Flachsatteldach, Kniestock, umlaufender Laube und teilverschalter Giebellaube, 3. Viertel 18. Jahrhundert -     | D-1-73-118-151 Wikidata | weitere Bilder              |
| Fraßhauser Straße 6 (Standort)  | Ehemaliger Getreidekasten                                            | Getreidekasten, erdgeschossiger Blockbau, 18. Jahrhundert, Überbau später                                                                     | D-1-73-118-151          | Ehemaliger Getreidekasten   |
| Fraßhauser Straße 12 (Standort) | Ehemaliges Expositurhaus                                             | zweigeschossiger heimatstiliger Schopfwalmdachbau mit polygonalem Eckerker, Altanen, Fachwerkoberteil und Zwerchgiebeln, Ende 19. Jahrhundert | D-1-73-118-152 Wikidata | weitere Bilder              |
| In Steingau (Standort)          | Ehemalige katholische Kuratiekirche, jetzt Filialkirche Sankt Martin | barocker Saalbau mit polygonalem Chorschluss und westlichem Zwiebelturm, 1630 mit spätgotischem Kern; mit Ausstattung                         | D-1-73-118-150 Wikidata | weitere Bilder              |
| Otterfinger Straße 2 (Standort) | Wohnteil eines Bauernhauses                                          | Flachsatteldachbau mit Blockbau-Obergeschoss, umlaufender Laube und teilverschalter Giebellaube, Ende 18. Jahrhundert, Dachgeschoss erneuert  | D-1-73-118-153 Wikidata | Wohnteil eines Bauernhauses |

### Tattenkofen
| Lage                       | Objekt                          | Beschreibung                                                                                 | Akten-Nr.               | Bild                            |
| -------------------------- | ------------------------------- | -------------------------------------------------------------------------------------------- | ----------------------- | ------------------------------- |
| Isarfeld (Standort)        | Kalkofen                        | zwei steinerne Ofenanlagen in gemeinsamem Bruchsteinbau, 18./19. Jahrhundert, Überbau später | D-1-73-118-160 Wikidata | weitere Bilder                  |
| Tattenkofen 5 (Standort)   | Weilerkapelle zur Hl. Kümmernis | Steildachbau mit verschindeltem Zeltdachreiter, 17. Jahrhundert; mit Ausstattung             | D-1-73-118-158 Wikidata | Weilerkapelle zur Hl. Kümmernis |
| Tattenkofen 5 a (Standort) | Getreidekasten                  | zweigeschossiger Blockbau, 2. Hälfte 17. Jahrhundert, Überbau modern                         | D-1-73-118-159 Wikidata | Getreidekasten                  |

### Thalham
| Lage                              | Objekt                                        | Beschreibung | Akten-Nr.               | Bild                                          |
| --------------------------------- | --------------------------------------------- | --- | ----------------------- | --------------------------------------------- |
| Thalham 1 (Standort)              | Wohnteil eines Bauernhauses                   | Flachsatteldachbau mit Blockbau-Obergeschoss, zweiseitig umlaufender Laube und teilverschalter Giebellaube, 2. Hälfte 17. Jahrhundert, Obergeschoss nordseitig massiv | D-1-73-118-162 Wikidata | weitere Bilder                                |
| Thalham 3 (Standort)              | Weilerkapelle                                 | Satteldachbau mit Dachreiter, 1955 über Vorgängerbau; mit historischer Ausstattung                                                                                    | D-1-73-118-161 Wikidata | weitere Bilder                                |
| Thalham 3; Thalham 3 b (Standort) | Zugehörig ehemals Getreidekasten, jetzt Stall | 17./18. Jahrhundert; oberhalb von Haus Nummer 5 | D-1-73-118-183 Wikidata | Zugehörig ehemals Getreidekasten, jetzt Stall |
| Thalham 5 (Standort)              | Wohnteil eines ehemaligen Kleinbauernhauses   | Flachsatteldachbau mit Blockbau-Obergeschoss, umlaufender Laube und teilverschalter Giebellaube, 17./18. Jahrhundert, 1952 umgebaut                                   | D-1-73-118-163 Wikidata | weitere Bilder                                |

### Weitere Ortsteile
| Lage                                                                          | Objekt                                                 | Beschreibung | Akten-Nr.                         | Bild                                        |
| ----------------------------------------------------------------------------- | ------------------------------------------------------ | --- | --------------------------------- | ------------------------------------------- |
| Au Au 1 (Standort)                                                            | Getreidekasten                                         | Blockbau über Bruchstein-Erdgeschoss mit Flachsatteldach, bezeichnet mit 1810 und 1850 | D-1-73-118-34 Wikidata            | weitere Bilder                              |
| Einöd Einöd 3 (Standort)                                                      | Wandbild                                               | Wandbild, kleines Fresko mit Innsbrucker Maria-Hilf-Bild und Wappen, bezeichnet 1613; an der westlichen Traufseite.                                                                                 | D-1-73-118-174 Wikidata           | Wandbild                                    |
| Einöd In Einöd (Standort)                                                     | Kapelle St. Stephan                                    | Kapelle St. Stephan, Satteldachbau mit verschindeltem Dachreiter, Mitte 17. Jahrhundert; mit Ausstattung                                                                                            | D-1-73-118-54 Wikidata            | Kapelle St. Stephan                         |
| Gastwies Gastwies 6 (Standort)                                                | Wohnhaus, sogenanntes Pulvererhäusl                    | zweigeschossiger kleiner Satteldachbau mit Lünettenfenstern im Giebelfeld, 1759 | D-1-73-118-182 Wikidata           | weitere Bilder                              |
| Grabmühle Rampertshofen 5 (Standort)                                          | Ehemaliges Kleinbauernhaus                             | Ehemals Kleinbauernhaus, Flachsatteldachbau mit Blockbau-Obergeschoss, zweiseitig umlaufender Laube und verschalter Giebellaube, Anfang 19. Jahrhundert                                             | D-1-73-118-71 Wikidata            | Ehemaliges Kleinbauernhaus                  |
| Haarschwaige Haarschwaige 1 (Standort)                                        | Weilerkapelle                                          | tonnengewölbter kleiner Satteldachbau, 18./19. Jahrhundert; mit Ausstattung | D-1-73-118-76 Wikidata            | weitere Bilder                              |
| Helfertsried Helfertsried 1 (Standort)                                        | Bauernhaus                                             | zweigeschossiger Flachsatteldachbau mit durchfenstertem Kniestock, giebelseitigen Balkons und Fassadenmalerei, Anfang 20. Jahrhundert, Malereien 1930                                               | D-1-73-118-85 Wikidata            | Bauernhaus                                  |
| Jasberg Jasberg 6 (Standort)                                                  | Katholische Filialkirche St. Quirin bzw. St. Katharina | spätgotischer Saalbau mit polygonalem Chorschluss und nordöstlichem reich gegliedertem Zwiebelturm, 1524–46, 1668 barockisiert; mit Ausstattung                                                     | D-1-73-118-94 Wikidata            | weitere Bilder                              |
| Kappelsberg Kappelsberg 1 a (Standort)                                        | Hofkapelle                                             | kleiner Flachsatteldachbau, wohl 1707; mit Ausstattung | D-1-73-118-95 Wikidata            | Hofkapelle                                  |
| Kappelsberg Kappelsberg 1 a (Standort)                                        | Getreidekasten                                         | obergeschossiger Blockbau, 2. Hälfte 17. Jahrhundert, Überbau später und modern ausgebaut | D-1-73-118-96 Wikidata            | Getreidekasten                              |
| Kleineglsee Kleineglsee 1 (Standort)                                          | Bauernhaus                                             | Satteldachbau mit Blockbau-Obergeschoss, Kniestock, umlaufender Laube und teilverschalter Giebellaube, 18. Jahrhundert, Dachaufbau 19. Jahrhundert                                                  | D-1-73-118-97 Wikidata            | Bauernhaus                                  |
| Leiten Anger (Standort)                                                       | Hofkapelle                                             | kleiner Satteldachbau, wohl 1. Hälfte 19. Jahrhundert; mit Ausstattung | D-1-73-118-98 Wikidata            | Hofkapelle                                  |
| Leiten Leiten 4 (Standort)                                                    | Wohnteil eines Bauernhauses                            | zweigeschossiger Blockbau mit Flachsatteldach, Kniestock, zweiseitiger Laube und teilverschalter Giebellaube, 2. Hälfte 18. Jahrhundert, Dachaufbau später                                          | D-1-73-118-99 Wikidata            | Wohnteil eines Bauernhauses                 |
| Maria-Elend Am Weiherfeld 5 (Standort)                                        | Katholische Wallfahrtskirche Maria im Elend            | barocker oktogonaler Zentralbau mit Zeltdach, östlichem Zwiebelturm und westlicher Sakristei, 1687/88; mit Ausstattung                                                                              | D-1-73-118-6 Wikidata             | weitere Bilder                              |
| Nordhof Nordhofstraße 5, 5 a, 5 b, 5 c, Am Schwaiganger 21 a, 21 b (Standort) | Ehemaliger Schwaighof, sogenannter Nordhof             | U-förmige Hofanlage aus drei Ökonomieflügelbauten und Verwalterhaus-Kopfbau, teilweise erneuert; Dachwerk des ehemaligen Stadels im Süden; sämtlich nach 1766                                       | D-1-73-118-117 Wikidata           | weitere Bilder                              |
| Nordhof Nordhofstraße 8, 10, 12, 14, 16 (Standort)                            | Ehemaliger Schwaighof, sogenannter Nordhof             | Scheune Dachwerk des ehemaligen Stadels im Süden; sämtlich nach 1766 | D-1-73-118-117 Wikidata           | weitere Bilder                              |
| Oed Flur Hölching (Standort)                                                  | Wegkapelle                                             | barocker Satteldachbau mit dreiseitigem Chorschluss und Zwiebel-Dachreiter, 1634; mit Ausstattung                                                                                                   | D-1-73-118-124 Wikidata           | Wegkapelle                                  |
| Podling Podling 2 (Standort)                                                  | Weilerkapelle                                          | Steildachbau mit Lourdes-Grotte, 17./18. Jahrhundert, Grotte Anfang 20. Jahrhundert; mit Ausstattung                                                                                                | D-1-73-118-131 Wikidata           | Weilerkapelle                               |
| Punding Punding 2 (Standort)                                                  | Weilerkapelle                                          | tonnengewölbter Satteldachbau mit Dachreiter, 1801 über älterem Kern; mit Ausstattung | D-1-73-118-132 Wikidata           | Weilerkapelle                               |
| Punding Unterfeld (Standort)                                                  | Waldkapelle                                            | offener Satteldachbau, 18./19. Jahrhundert; mit Ausstattung | D-1-73-118-176 Wikidata           | weitere Bilder                              |
| Rampertshofen Rampertshofen 4 (Standort)                                      | Katholische Filialkirche St. Georg                     | gotischer Saalbau mit polygonalem Chorschluss und Zwiebel-Dachreiter, Chor frühgotisch, Langhaus und Gewölbe 1472 und um 1540, Dachreiter 1793; mit Ausstattung; Friedhofsmauer, Tuffsteinmauerwerk | D-1-73-118-133 Wikidata           | weitere Bilder                              |
| Reuth Reuth 1 (Standort)                                                      | Weilerkapelle                                          | putzgegliederter Satteldachbau mit Dachreiter, bezeichnet 1851; mit Ausstattung | D-1-73-118-136 Wikidata           | Weilerkapelle                               |
| Ried Ried 3 (Standort)                                                        | Wohnteil eines ehemaligen Bauernhauses                 | zweigeschossiger verputzter Blockbau mit Flachsatteldach und traufseitiger Laube, 17./18. Jahrhundert;                                                                                              | D-1-73-118-138 Wikidata           | weitere Bilder                              |
| Ried Ried 3 (Standort)                                                        | Getreidekasten                                         | Getreidekasten, erdgeschossiger Blockbau, 17./18. Jahrhundert, Überbau später | D-1-73-118-138 Wikidata           | Getreidekasten                              |
| Sankt Leonhard Sankt Leonhard 1 (Standort)                                    | Katholische Wallfahrtskirche St. Leonhard              | barocker Zentralraum mit östlich und westlich angeschobenen Ovalräumen und südöstlichem Zwiebelturm, von Leonhard Matthäus Gießl, 1765–69; mit Ausstattung                                          | D-1-73-118-5 Wikidata             | weitere Bilder                              |
| Sonnenhof Am Weiherfeld 3 (Standort)                                          | Ehemaliger Schwaighof                                  | Stadel, Flachsatteldachbau mit massivem Erdgeschoss und Bundwerk, dendrochronologisch datiert 1779, Umbau zwischen 1870 und 1920                                                                    | D-1-73-118-148 zugehörig Wikidata | weitere Bilder                              |
| Sonnenhof Am Weiherfeld 3 (Standort)                                          | Ehemaliger Schwaighof                                  | Wohnhaus, zweigeschossiger Walmdachbau mit Eckrustika, nach Brand bezeichnet mit 1825; | D-1-73-118-148 Wikidata           | weitere Bilder                              |
| Spöttberg Spöttberg 1 (Standort)                                              | Hofkapelle zur schmerzhaften Muttergottes              | kleiner oktogonaler Zentralbau mit eingezogenem Chor und Fassadenmalerei, bezeichnet 1702; mit Ausstattung                                                                                          | D-1-73-118-149 Wikidata           | weitere Bilder                              |
| Steinsberg Steinsberg 1 (Standort)                                            | Haustür                                                | zweiflügelige geschnitzte Holztür mit Oberlicht, um 1867 | D-1-73-118-155 Wikidata           | Haustür                                     |
| Stockach Stockach 2 (Standort)                                                | Wohnteil eines ehemaligen Bauernhauses                 | zweigeschossiger Blockbau mit Flachsatteldach, zweiseitig umlaufender Laube und teilverschalter Giebellaube, 2. Hälfte 17. Jahrhundert                                                              | D-1-73-118-157 Wikidata           | Wohnteil eines ehemaligen Bauernhauses      |
| Thankirchen Thankirchen 7 (Standort)                                          | Katholische Filialkirche St. Katharina                 | barocker Saalbau mit romanischem Chorturm, Turm um 1100, Langhaus 1728, 1777/78 umgestaltet; mit Ausstattung                                                                                        | D-1-73-118-164 Wikidata           | weitere Bilder                              |
| Unterleiten Unterleiten 24 (Standort)                                         | Bauernhaus                                             | zweigeschossiger breit gelagerter Flachsatteldachbau mit zweiseitig umlaufender Laube, Giebelbalkon und Traufbundwerk, Anfang 19. Jahrhundert, modern bezeichnet mit 1477                           | D-1-73-118-165 Wikidata           | weitere Bilder                              |
| Untermühlthal Untermühlthal 7 (Standort)                                      | Bauernhaus                                             | zweigeschossiger fassadenbemalter Flachsatteldachbau mit Lünettenfenstern am Kniestock, dreiseitig umlaufender Laube und Giebelbalkon, modern bezeichnet mit 1834, Malereien erneuert bzw. ergänzt  | D-1-73-118-178 Wikidata           | Bauernhaus                                  |
| Untermühlthal Untermühlthal 15 (Standort)                                     | Wohnteil eines ehemaligen Kleinbauernhauses            | Satteldachbau mit Blockbau-Obergeschoss und zweiseitig umlaufender Laube, 2. Hälfte 18. Jahrhundert, Dachaufbau mit Bundwerk modern                                                                 | D-1-73-118-167 Wikidata           | Wohnteil eines ehemaligen Kleinbauernhauses |
| Walleiten Walleiten 1 (Standort)                                              | Hofkapelle zur schmerzhaften Muttergottes              | barocker Steildachbau mit Putzgliederung, im Kern wohl 17. Jahrhundert, 1. Hälfte des 18. Jahrhunderts verändert; mit Ausstattung                                                                   | D-1-73-118-168 Wikidata           | weitere Bilder                              |
| Zellbach Zellbach 2 (Standort)                                                | Wohnteil eines ehemaligen Kleinbauernhauses            | zweigeschossiger Blockbau mit Flachsatteldach, umlaufender Laube und Giebelbalkon, 1. Hälfte 18. Jahrhundert                                                                                        | D-1-73-118-169 Wikidata           | weitere Bilder                              |

## Ehemalige Baudenkmäler
In diesem Abschnitt sind Objekte aufgeführt, die früher einmal in der Denkmalliste eingetragen waren, jetzt aber nicht mehr. Objekte, die in anderem Zusammenhang – also z. B. als Teil eines Baudenkmals – weiter eingetragen sind, sollen hier nicht aufgeführt werden. Aktennummern in diesem Abschnitt sind ehemalige, jetzt nicht mehr gültige Aktennummern.

| Lage                               | Objekt                | Beschreibung | Akten-Nr.               | Bild |
| ---------------------------------- | --------------------- | --- | ----------------------- | ---- |
| Schönegg Spethmannweg 5 (Standort) | Ehemaliges Bauernhaus | Flachsatteldachbau mit Blockbau-Obergeschoss und zweiseitig umlaufender Laube, Kern 17./18. Jahrhundert, stark erneuert. (Wurde wegen baulichen Veränderungen 2017 aus der Liste gestrichen). | D-1-73-118-140 Wikidata | BW   |